# Барташевич, Антон Антонович
Антон Антонович Барташевич (1848 — не ранее 1911) — вице-адмирал Российского императорского флота.

## Биография
Родился 18 (30) июня 1848 года в семье офицера русского флота А. И. Барташевича.
Воспитывался в Морском кадетском корпусе.
В 1871 году стал мичманом, в 1874 году — лейтенантом; командовал на Балтике двухбашенной канонерской лодкой «Смерч». В 1876 году командирован на русско-турецкий фронт. Заведовал минными складами во Фратешти. В 1878–1879 годах командовал миноносцами «Штык», «Селезень», «Самопал». 
Служил на императорских яхтах «Держава» и «Никса». Был старшим офицером яхты «Стрельна», а затем клипера «Стрелок», командование над которым принял впоследствии. С 1895 по 1901 год в чине капитана 1-го ранга командовал царской яхтой «Александрия».
С 1899 года некоторое время командовал Гвардейским экипажем. С 1902 года — контр-адмирал. С 1903 года — младший флагман Балтийского флота и командующий сводным отрядом флотских экипажей в Санкт-Петербурге.
В вице-адмиралы был произведён при выходе в отставку 24 апреля 1906 года. 
В 1911 году ему было направлено приглашение участвовать в праздновании двухсотлетия Гвардейского экипажа.

## Награды
иностранные:
- командорский крест французского ордена Почётного легиона
- сиамский орден Белого слона 3-го класса
- прусский орден Короны 2-го класса
- румынский орден Звезды 3-го класса
- болгарский орден Св. Александра 1-й ст.
- персидский орден Льва и Солнца 2-й степени со звездой.
- мекленбуржско-шверинский орден Грифона 3-й и 2-й степеней.